# Grega saga
Grega saga es una de las sagas caballerescas, escrita en nórdico antiguo y fechada hacia el siglo XIV, pero solo sobrevive un fragmento incompleto. Como no existe una obra original foránea, se considera una saga autóctona de Islandia. La única página está conservada en el compendio AM 567 4.º (XXVI) en el Instituto Árni Magnússon. Algunas investigaciones imputan la autoría de la obra a Magnús Þórhallsson.